# Celosia loandensis
Celosia loandensis är en amarantväxtart som beskrevs av John Gilbert Baker. Celosia loandensis ingår i släktet celosior, och familjen amarantväxter. Utöver nominatformen finns också underarten C. l. angustifolia.